# Przełomy Missouri
Przełomy Missouri (tytuł oryginalny: The Missouri Breaks) – amerykański western z 1976 roku wyreżyserowany przez Arthura Penna. Muzykę do filmu skomponował John Williams.

## Obsada
- Jack Nicholson jako Tom Logan
- Marlon Brando jako Robert E. Lee Clayton
- Kathleen Lloyd jako Jane Braxton
- John McLiam jako David Braxton
- Harry Dean Stanton jako Calvin
- Randy Quaid jako Little Todd
- Frederic Forrest jako Cary
- John P. Ryan jako Si
- Sam Gilman jako Hank
- Richard Bradford jako Pete Marker
- Hunter von Leer jako Sandy